# Xenobranchion tenue
Xenobranchion tenue is een zakpijpensoort uit de familie van de Corellidae. De wetenschappelijke naam van de soort werd in 1976 voor het eerst geldig gepubliceerd door het echtpaar Françoise en Claude Monniot.